# 1 Darnicki Pułk Artylerii Przeciwlotniczej
1 Darnicki Pułk Artylerii Przeciwlotniczej im. Włodzimierza Sokołowskiego (1 paplot) – oddział artylerii przeciwlotniczej ludowego Wojska Polskiego.
Pułk powstał w 1967 roku w wyniku  przeformowania 1 dywizjonu artylerii przeciwlotniczej. Wchodził w skład  1 Dywizji Zmechanizowanej. Stacjonował w garnizonie Modlin. W 1994 roku przeformowany na 1 pułk przeciwlotniczy. W 2002 roku jednostka została rozformowana.

## Skład organizacyjny
Dowództwo i sztab
- bateria dowodzenia	
  - pluton rozpoznawczy
  - pluton łączności
  - pluton RSWP
- 4 baterie przeciwlotnicze	
  - 2 plutony ogniowe

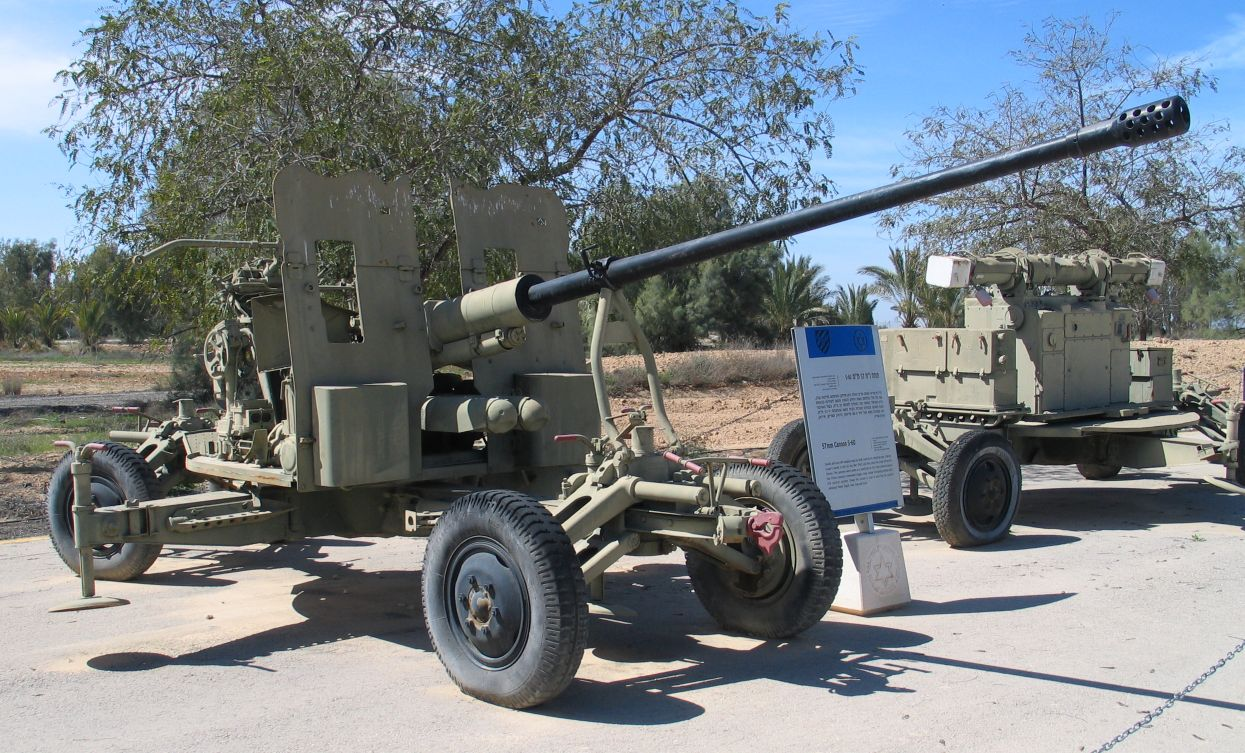
S-60 - armata pułku

- plutony: remontowy, zaopatrzenia, medyczny

Razem w pułku:
- dwadzieścia cztery 57 mm armaty przeciwlotnicze S-60
- cztery przeliczniki artyleryjskie PUAZO
- radiolokacyjna stacja wstępnego poszukiwania RSWP "Jawor"
- radiolokacyjna stacja artyleryjska RSA SON-9A
- cztery wozy dowodzenia WD Rekin-1
- jeden wóz dowodzenia WD Rekin-2